# 彭健铭
彭健铭（1964年10月—），男，汉族，广西横县人，中华人民共和国政治人物。现任广西壮族自治区政协副主席，九三学社中央常委、广西区委主委。